# Moravské Budějovice
Moravské Budějovice é uma cidade checa localizada na região de Vysočina, distrito de Třebíč.